# Švýcarský skauting
Švýcarský skauting zahrnuje činnost několika skautských organizací.

## Národní skautské organizace
- Swiss Guide and Scout Movement, největší švýcarská skautská organizace, člen Světové organizace skautského hnutí a Světového sdružení skautek, jejími členy je 42 000 skautů a skautek[1]
- Ehemaligen Pfadi Schweiz/Anciens Scouts de Suisse, člen Mezinárodního společenství skautů a skautek[2]
- Feuerkreis Niklaus von Flüe, založená v roce 1988, katolická, je členem Světové federace nezávislých skautů[3]
- Pfadfinderbund Seeland, mezináboženská a koedukovaná, člen Světové federace nezávislých skautůs[4][5][6][7]
- Schweizerische Pfadfinderschaft Europas/ Guides et Scouts d’Europe Suisse, člen Federace skautů Evropy[8][9]
- Royal Rangers/Jungschar Schweiz, člen Royal Rangers[10]
- Adventwacht (ADWA), Adventistická a koedukovaná, člen Pathfinder International[11]
- Hashomer Hatzair Switzerland[12]

## Nezávislé oddíly
- V Basileji působí jeden oddíl skautek z německé tradicionalistické katolické skautské asociace Katholische Pfadfinderschaft Jeanne d'Arc. Tento oddíl spolupracuje s Kněžským bratrstvem svatého Pia X.[13]
- Pfadi Weiach ve Stadel bei Niederglatt, Kaiserstuhl a Fisibach. Tento oddíl je mezináboženský, koedukovaný a je bývalým členem Swiss Guide and Scout Movement[14]
- IG Gewässerschutz Kollbrunn-Flusspfadi Tösstal z Kollbrunn, Vodní skauti, mezináboženská a koedukovaná[15]

## Mezinárodní skautské jednotky ve Švýcarsku
- Boy Scouts of America, v rámci Transatlantic Council[16][17]
- Girl Scouts of the USA, v rámci ředitelství USAGSO[18]
- Girlguiding UK, v rámci British Guides in Foreign Countries[19]
- Maďarský skauting, v rámci Külföldi Magyar Cserkészszövetség - Maďarské skautské asociace v exilu[20]
- Det Danske Spejderkorps
- Corpo Nacional de Escutas má oddíl v Ženevě.[21]

## Mezinárodní skautská centra
Ve Švýcarsku se nacházejí dvě mezinárodní skautská centra: Kandersteg International Scout Centre, patřící WOSM, a Our Chalet, patřící pod WAGGGS.